# Белкин, Николай Иванович
Бе́лкин, Никола́й Ива́нович (12 (25) января 1902 года, д. Молоково, Яхнобольской волости Галичского уезда Костромской губернии, Российская империя — 9 января 1970, Кишинёв, Молдавская ССР, СССР) — советский биолог, доктор биологических наук (1963), кандидат сельскохозяйственных наук (1937), профессор, (1965), заслуженный деятель науки Молдавской ССР (1967).

## Биография
Родился в д. Молоково, Яхнобольской волости Галичского уезда Костромской губернии, в крестьянской семье. Отец — Белкин Иван Константинович, мать — Белкина (урождённая Воронова) Анна Матвеевна. Род Белкиных известен с XVIII века от Василия Румянцева сын которого Никанор принял фамилию Белкин. До 1918 года Н. Белкин работал в хозяйстве отца. В 1919 году окончил курсы Красных учителей в Галиче, работал учителем. В 1921–1923 гг. учился в Костромском Рабфаке и окончил его экстерном. В 1923 году поступил в Иваново-Вознесенский политехнический институт на агрономический факультет. Через год факультет закрылся и Н. Белкин перевелся в Сибирский институт сельского хозяйства и лесоводства в Омске, открытый на базе знаменитой СИБАКИ — Сибирской сельскохозяйственной академии. В 1928 году Н. Белкин успешно окончил институт и был оставлен в аспирантуре. Уровень преподавания был чрезвычайно высок, среди профессоров института были такие видные ученые как   Е.В. Бобко, К.П. Горшенин, П.Л. Драверт, Я.С. Зайковский, А.Д. Кизюрин, Г.С.Ландсберг, К.Г. Ренард, А.А. Стольгане, Н.В. Цицин. Соучениками Н. Белкина были, ставшие впоследствии известными учеными, В. Бальмонт, Ф. Кохомский.
Обучаясь в аспирантуре (1928–1931), Николай Белкин проходил в 1931 году стажировку в лаборатории Д. Н. Прянишникова в Тимирязевской сельхозакадемии в Москве под руководством И.Н. Антипова-Каратаева. Будучи аспирантом приступил к преподавательской работе, начиная с первых педагогических ступеней: младший ассистент (1928–1931), старший ассистент (1931). Вел занятия по агрономической, а также физической и коллоидной химии. 
В 1935 году Н. Белкин утвержден в ученом звании доцента агрохимии. В 1937 году присуждена ученая степень кандидата с.-х. наук без защиты диссертации. В том же году Н. Белкин проходит по конкурсу на заведование кафедрой общего земледелия и агрохимии Днепропетровского Сельхозинститута и с сентября приступает к работе. В январе 1939 года Н. Белкина назначают заместителем директора по учебной части.
В связи с началом Великой Отечественной войны Николай Белкин занимается эвакуацией института в Саратов. После того как институт был эвакуирован Белкин направляется на восстановление работы колхозов, обезлюдевших после депортации немцев Поволжья. В период 1942–1944 гг. Николай Белкин работает химиком-исследователем в лаборатории завода №306 в Саратове, затем в аналогичной лаборатории завода №161 в Уфе, где участвует в разработке керамики для танковых и авиационных свечей зажигания.
После освобождения Днепропетровска (23.10.1943) в городе начинаются восстановительные работы, в связи с чем Николай Белкин назначается директором Днепропетровского сельхозинститута и в феврале 1944 года приступает к работе по восстановлению его деятельности. В 1947 году в институте была уже 21 кафедра, работало более семидесяти человек  профессорско-преподавательского состава. За успешную работу Н. Белкин был награждён орденом «Знак почета».
В 1948 году Белкин принимает решение о переводе в  Ярославский сельхозинститут и проходит по конкурсу на должность заведующего кафедрой агрохимии. С 1952 г. Николай Белкин назначается заместителем директора института по научной и учебной работе.
В 1957 году принимается Постановление Совета Министров СССР за № 1040 «О переводе Ярославского сельскохозяйственного института в город Ворошилов Приморского края». В том же году г. Ворошилов-Приморский был переименован в г. Уссурийск. Н. Белкин занимается организацией нового Уссурийского сельхозинститута, занимая должность заместителя директора по научной и учебной работе.
В 1958 году Н. Белкин проходит по конкурсу на должность старшего научного сотрудника Почвенного института Молдавского филиала Академии наук СССР в г. Кишиневе, созданного в 1956 году по инициативе академика ВАСХНИЛ Н.А. Димо. В 1959 году институт переименован в Молдавский научно-исследовательский институт почвоведения и агрохимии имени Н. А. Димо. С 1960 года Белкин переходит на работу в Кишиневский государственный университет и занимает должность доцента кафедры почвоведения.
В 1963 году Белкин защищает диссертацию на соискание ученой степени доктора биологических наук. В том же году назначается проректором университета по научной работе. В 1965 году утверждается в ученом звании профессора. В 1967 году Указом Президиума Верховного Совета Молдавской ССР Н.И. Белкину присвоено звание Заслуженного деятеля науки Молдавской ССР.
9 января 1970 года Николай Иванович Белкин умер от повторного инфаркта. Похоронен на Центральном («Армянском») кладбище г. Кишинева.

## Семья и личная жизнь
Первая жена Н. Белкина — Ольга Ивановна Рай (1909–1968). В этом браке родился сын:
- Владлен (1931-2020) — русский советский писатель, прозаик и поэт. Член Союза писателей СССР с 1975 года. Почётный гражданин города Дивногорска (1996).

Вторая жена Н. Белкина — Людмила Павловна Христофорова, в замужестве — Белкина (1914–1995). Во втором браке родились три сына:
- Павел (1945–2021) — физик, доктор технических наук, профессор Костромского государственного университета им. Н. Некрасова;
- Александр (1947–2020) — архитектор, кандидат архитектуры, профессор Московского государственного строительного университета.
- Сергей (род.1950) — физик, кандидат физико-математических наук, писатель, член Союза писателей России с 2000 года, публицист, главный редактор альманаха «Развитие и экономика».

В разные периоды жизни увлекался вокалом — выступал на сцене Днепропетровского «Дома ученых», любил и умел рисовать. Увлекался литературным творчеством, в архиве хранятся рукописи неопубликованного романа («Уполномоченный обкома»), рассказов, путевых заметок.
Сын учёного, Белкин Сергей Николаевич так описывает своего отца в Очерке к 100-летию Н.И. Белкина:
```
Николай Иванович Белкин отличался широкой образованностью, исключительной начитанностью и глубоким знанием мировой художественной культуры. Вел здоровый образ жизни,  обладал открытым характером и приветливостью
[
6
]
.
```

## Награды и звания
- Медаль «За доблестный труд» (1945)
- Орден «Знак Почета» (1946)
- Звание «Заслуженный деятель науки Молдавской ССР (1967).

## Избранные публикации
- Белкин Н.И. Натрификация в уплотненном гор. «В» столбчатого солонца // Труды Сибирского с-х института. 1928.
- Белкин Н.И. Коренная мелиорация солонцов // Химикация социалистического земледелия. 1936. №6, 1936.
- Белкин Н.И. Зола как удобрение. — Омск, Омгиз, 1936
- Белкин Н.И. Катионный обмен в солонцах // Труды комиссии Нижне-Волжского проекта НКЗ СССР. 1937.
- Белкин Н.И. К вопросу понятия солевых растворов в почвах // Труды Днепропетровского с-х ин-та. 1940. Т.1. Вып.2.
- Белкин Н.И. Ферментативные показатели зимостойкости озимой пшеницы // Труды Днепропетровского с.-х. ин-та. 1948. Т.2.
- Белкин Н.И. Ферментативные показатели холодостойкости озимой пшеницы в связи с её закаливанием и удобрением // Биохимия. 1951. Т.16. Вып.5. С. 429-434.
- Белкин Н.И. К вопросу о биохимической характеристике зимостойкости озимой пшеницы // Труды Ярославского с.-х. ин-та. 1955. Т.2. Вып.2. С36-41.
- Белкин Н.И. Влияние удобрений на повышение зимостойкости растений // Труды Ярославского с.-х. ин-та. 1957. Т.4. С42-95.
- Белкин Н.И. Зимостойкость растений — Кишинев. Штиинца, 1961 — 279 с.